# Suzuki Zaion
Suzuki Zaion (鈴木 彩艶 (Linh-Mộc Thái-Diễm) tiếng Anh: Zion Suzuki, sinh ngày 21 tháng 8 năm 2002) là một cầu thủ bóng đá chuyên nghiệp người Nhật Bản hiện đang thi đấu ở vị trí thủ môn cho câu lạc bộ Serie A Parma và đội tuyển quốc gia Nhật Bản.

## Cuộc đời
Suzuki sinh ra ở Newark, New Jersey, Mỹ. Anh có bố là người Ghana và mẹ là người Nhật Bản. Gia đình anh sau đó chuyển đến Nhật Bản, định cư ở Urawa, Saitama, nơi Suzuki lớn lên.